# Simpang Bayur
Simpang Bayur is een bestuurslaag in het regentschap Tanggamus van de provincie Lampung, Indonesië. Simpang Bayur telt 683 inwoners (volkstelling 2010).